# Leopold Scharmitzer
Leopold Scharmitzer (* 22. September 1882 in Gänserndorf; † 18. April 1944) war ein österreichischer Politiker (CS/VF) und Landwirt. Scharmitzer war von 1921 bis 1938 Abgeordneter zum Landtag von Niederösterreich und zwischen 1931 und 1932 Landesrat in der Niederösterreichischen Landesregierung. 

## Leben
Scharmitzer besuchte nach der Volksschule die landwirtschaftliche Lehranstalt Feldsberg und übernahm 1902 die elterliche Landwirtschaft in Gänserndorf.

## Politik
Er war in der Lokalpolitik verwurzelt und hatte zwischen 1919 und 1929 das Amt des Bürgermeisters von Gänserndorf inne, von 1935 bis 1936 war er Gemeinderat. Scharmitzer war zudem zwischen 1926 und 1938 Obmann des Niederösterreichischen Rübenbauernbundes und von 1927 bis 1938 Obmann des Verbandes ländlicher Genossenschaften in Niederösterreich. Scharmitzer vertrat die Christlichsoziale Partei zwischen dem 11. Mai 1921 und dem 30. Oktober 1934 im Niederösterreichischen Landtag, wobei er zwischen dem 1. Juli 1931 und dem 21. Mai 1932 auch Landesrat war. Während des Austrofaschismus gehörte er dem Ständischen Landtag an, wo er zwischen dem 22. November 1934 und dem 12. März 1938 als Vertreter des Geld-, Kredit- und Versicherungswesens wirkte.
Nach der Machtergreifung der Nationalsozialisten wurde Scharmitzer 1938 verhaftet. 

## Anerkennungen
- Scharmitzer wurde 1934 zum Ehrenbürger von Lassee und Gänserndorf ernannt, dies wurde jedoch 1938 widerrufen.
- Zudem wurde ihm der Berufstitel Ökonomierat verliehen.